# Margarita Ferrá de Bartol
Margarita Ferrá de Bartol (Ullum, 12 de julio de 1935 - San Agustín de Valle Fértil, 11 de octubre de 2013) fue una política argentina, diputada nacional por San Juan de 2005 a 2013.

## Biografía
Nació en el departamento Ullum, en la provincia de San Juan, Argentina. 
Fue ministra de Educación provincial en tres períodos: 1973-1975, 1991-1992 y 2006-2007. 
Se convirtió en diputada nacional por el Frente para la Victoria (FpV) en las elecciones legislativas de Argentina de 2005. La mayoría de sus proyectos de ley en el Congreso estaban relacionados con la educación.

### Accidente y muerte
El 11 de octubre de 2013 sufrió un trágico accidente de helicóptero en San Juan, fue trasladada con vida al hospital pero falleció minutos más tarde producto de las graves heridas. El gobernador de San Juan, José Luis Gioja, y el diputado nacional Daniel Tomas, también en el helicóptero, fueron hospitalizados.